# C24H22FNO
化学式C24H22FNO（摩尔质量：359.44 g/mol）可能指：
- AM-2201，CAS号：335161-24-5
- JWH-412，CAS号：1364933-59-4